# Poicephalus fuscicollis
Il pappagallo collobruno (Poicephalus fuscicollis Kuhl, 1820) è un uccello della famiglia degli Psittacidi.

## Descrizione
Il corpo compatto e forte e la grande testa, dotata di becco vistoso, fanno sembrare questo pappagallo più grande della sua taglia, attorno ai 33 cm. La colorazione generale è verde, più scura sulle ali e più chiara nelle parti ventrali; il cappuccio grigio, con sfumature rosse sulla fronte e sulla corona molto evidenti nelle femmine e quasi assenti nel maschio (ma non sempre è così, per questo non possiamo considerarlo un vero e proprio dimorfismo sessuale); spalle e calze (piumaggio che copre la gamba, più corto dei calzoni) rosse; becco grigio e iride marrone.

## Biologia
Potremmo definirlo timido e silenzioso: solitamente vive in coppia e solo di rado forma bande che si muovono alla ricerca del cibo; in queste occasioni diventa anche più chiassoso e intraprendente. La stagione riproduttiva spesso coincide con l'intera stagione delle piogge, quando il cibo è abbondante. Il nido è localizzato nella cavità di un albero e la femmina vi depone 2-4 uova a intervalli di 2-3 giorni; la cova dura 29-30 giorni. I giovani si involano attorno alle 10-12 settimane.

## Tassonomia
Sono presenti due distinte sottospecie:
- P. f. fuscicollis (Kuhl, 1820), sottospecie nominale, che ha il cappuccio grigio più tendente all'argento e il rosso sulla fronte più esteso;
- P. f. suahelicus Reichenow, 1898, simile al P. f. fuscicollis ma con sfumature azzurrognole sul verde del piumaggio.

## Distribuzione e habitat
Le due sottospecie hanno areali differenziati e isolati: P. f. fuscicollis vive nell'Africa centro-occidentale (da Senegal e Gambia sino alla Nigeria e all'Angola), ha una diffusione ormai ridottissima e il rischio di estinzione è concreto. P. f. suahelicus vive in un vasto areale che va dalla Tanzania e dal Mozambico al sud dell'Uganda e a est dell'Angola e del Sudafrica. È la popolazione più forte numericamente e l'unica a non essere a rischio.
È un uccello di foresta e boscaglia: abita le foreste primarie e secondarie, le foreste costiere e le savane alberate.